# 177722 Pelletier
177722 Pelletier este o planetă minoră (asteroid) din centura de asteroizi. A fost descoperită pe 11 aprilie 2005 la Observatorul Național Kitt Peak de Marc Buie⁠(d). 
Obiectul prezintă o orbită caracterizată de o semiaxă mare de 2,2970130908662 UAi, o excentricitate de 0,14, o înclinație de 3,5 ° în raport cu ecliptica.